# Жеребцов Юрій Олександрович
Юрій Олександрович Жеребцов (7 вересня 1947, Харків, Україна — 18 березня 2019, Кропивницький, Кіровоградська область) — український режисер та актор театру. Заслужений артист України (2012). Юрій Жеребцов має двох синів, перший син народився у 1970 році, у 1981 році народився другий син, першого сина було названо Дмитро а другого Назарій, і їх ім'я послужили псевдонімом коли Юрій Жеребцов працював у газеті «Україна-центр», псевдонімом Юрія Жеребцова був присвячений дітям, і він писав статті під ім'ям «Дмитро Назаров»

## Біографія
Народився 7 вересня 1947 у Харкові. Згодом родина переїхала до Кіровограду, де батько Ю. Жеребцова очолив обласне управління культури.
Ріс у творчому оточенні. Разом з батьком відвідував театральні вистави, концерти Кіровоградської філармонії, концертна зала якої була створена 1956 року за сприянням його батька.
Закінчив середню школу та музичне училище, клас фортепіано.
Деякий час працював на заводі «Гідросила», грав у музичному колективі Будинку культури облспоживспілки та в народному театрі Будинку культури ім. Калинина, почав навчання у Кіровоградському педагогічному інституті.
9 вересня 1969 року, ще не маючи театральної освіти, був прийнятий до трупи Кіровоградського обласного музично-драматичного театру як артист допоміжного складу. Грав головним чином у масовках, однак одного разу мав і повноцінну головну роль у дитячому спектаклі.
1970 року одружився, народив сина й перейшов до театру ляльок, де його обіцяли тарифікувати.
1971 року був призваний до лав Збройних Сил СРСР. Служив в будівельних військах у Харкові. Працював як будівельник-муляр, але водночас створив при військової частини музичний ансамбль, який виступав у частинах гарнізону, в Будинку офіцерів та брав участь у державних святкових заходах, навіть отримав одного разу Почесну грамоту від Міністра оборони маршала Гречка.
Ще до демобілізації перейшов з третього курсу педагогічного інституту до Харківського державного інституту культури, спочатку студентом-заочником на режисерський курс професора Олександра Скибневського.
По закінченні інституту культури у 1976 році служив у театрах Шадрінська, Сєрова та у Кіровоградському українському музично-драматичному театрі імені М. Кропивницького протягом 1998—1999 років та від 2000).
Був керівником театру естради та мініатюри Харківського будинку культури.
Як запрошений режисер ставив вистави в інших театрах, навіть у Казахстані.

Як режисер Кіровоградського театру ляльок у виставі «Мері Попінс, до побачення» вперше в історії цього театру вивів на сцену акторів в так званому живому плані.

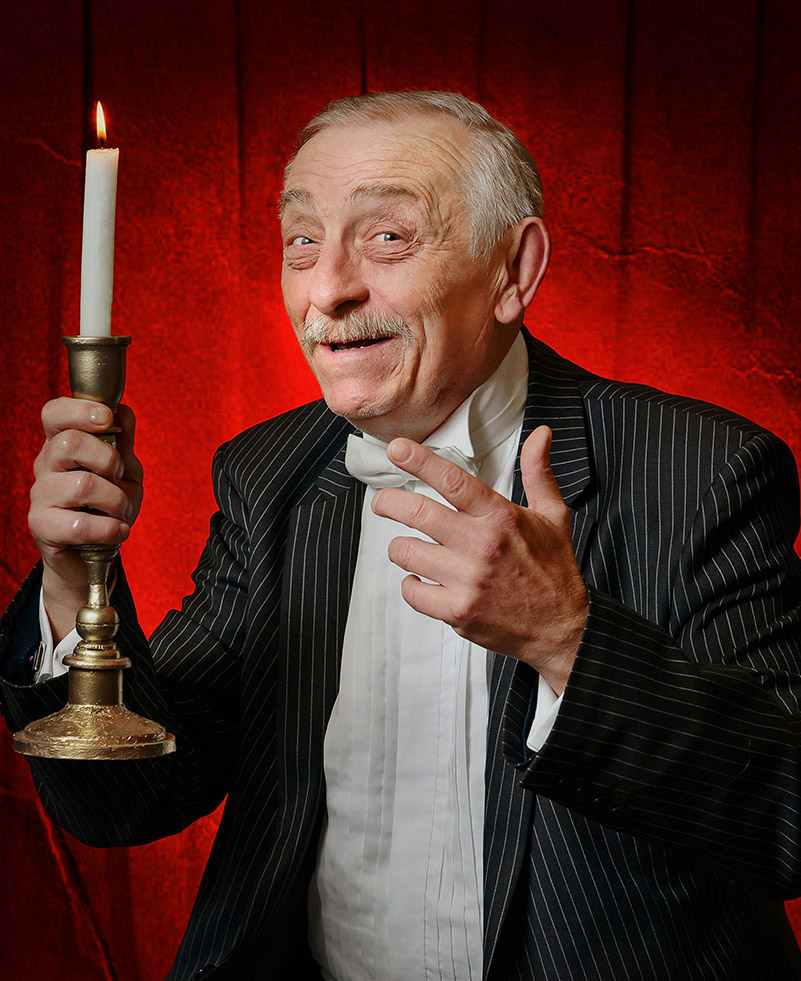
Жеребцов Юрій Олександрович: на сцені

Працював у Кіровоградської філармонії як режисер-постановник концертних програм, а також як керівник виїзних концертних бригад і конферансьє.

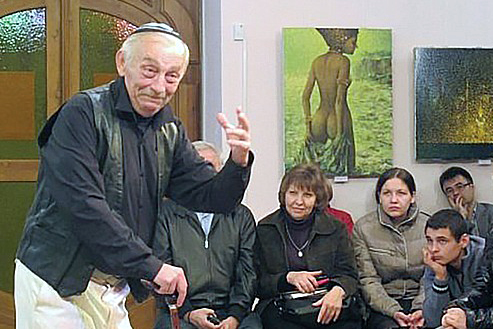
Жеребцов Юрій Олександрович: «Театр у музеї»

Наприкінці 1990-х, вже повернувшись до театру ім. Кропивницького, одночасно співпрацював з телебаченням, створив телевізійний літературний театр одного актора. Пізніше, 2011 року, створив проект «Театр у музеї», тобто театр при Кіровоградському обласному художньому музеї (відомий також як «Театр Юрія Жеребцова»), де був одночасно режисером і актором створених ним моновистав. Деякі з цих вистав йшли також на сцені театру ім. Кропивницького.
Згодом створів при Кіровоградському обласному художньому музеї також молодіжний театр-студію «Етап».
Грав у кіно: фільм «Синдром дракона» (епізодична роль).
Наприкінці життя хворів (другий інфаркт, важка форма діабету, проблеми з нирками), але продовжував працювати до останнього часу, в тому числі для глядачів.
Помер 18 березня 2019 року у Кропивницькому від зупинки серця.

## Роботи Юрія Жеребцова (вибірково)

### Театр ім. М.Л.Кропивницького

#### Режисерські роботи
- «Безприданник» за п'єсою Л. Розумовської;
- «Сповідь Дон Жуана» за п'єсою А. Крима;
- «Доньки-матері» за п'єсою О. Мардано;
- «Жила-була Сироїжка» за п'єсою А. Іванченка.

#### Акторські роботи
- Йосип, «Ревізор» М. Гоголя;
- Омелько, «Мартин Боруля» І. Карпенка-Карого;
- Привалов, «Бажання екстриму» А. Крима;
- Стукало, «Здрастуйте наші батьки» Р. Отколенка;
- Мерчик, «Республіка на колесах» Я. Мамонтова;
- Юсов, «Тепленьке місце» О. Островського;
- Дон Жуан, «Сповідь Дон Жуана» за п'єсою А. Крима

### Театр ляльок
- «Мері Попінс, до побачення» І. Медведенко;
- «Золоте курча» В. Орлова;
- «Усе починається з дороги» З. Вакрєєва.

### Моновистави
- «Очерки новейшей инквизиции» (рос.) (за мотивами А. Чехова);
- літературно-музична композиція «Нерв» (за мотивами С. Єсеніна);
- «Баллада прикмет» (за мотивами Ф. Війона);
- «Размышления под солёный огурчик» (рос.) (за мотивами М. Салтикова-Щедрина);
- «Комплекс Тимура» (рос.) (за мотивами п'єси О. Розанова),
- «Как это делалось в Одессе» (рос.) (за оповіданнями Ісака Бабеля);
- «Канікули Кропа» (за спогадами М. Кропивницького);
- «Блин!» (рос.) (за мотивами А.Чехова);
- «Все на уху» (рос.) (рибальські байки за оповіданнями К. Паустовського)

### Молодіжний театр-студія «Етап» (режисура Ю. Жеребцова)
- «Розповідь собаки» за Марком Твеном;
- «Малий та Карлсон, що живе на даху» за повістю Астрід Ліндгрен.